# حیدر عارف
حیدر عارف از سیاستمداران دوره پهلوی و نماینده مردم شیراز در مجلس شورای ملی بود.